# Caccobius gibbosulus
Caccobius gibbosulus är en skalbaggsart som beskrevs av D'orbigny 1915. Caccobius gibbosulus ingår i släktet Caccobius och familjen bladhorningar. Inga underarter finns listade.